# Brooke Fraser

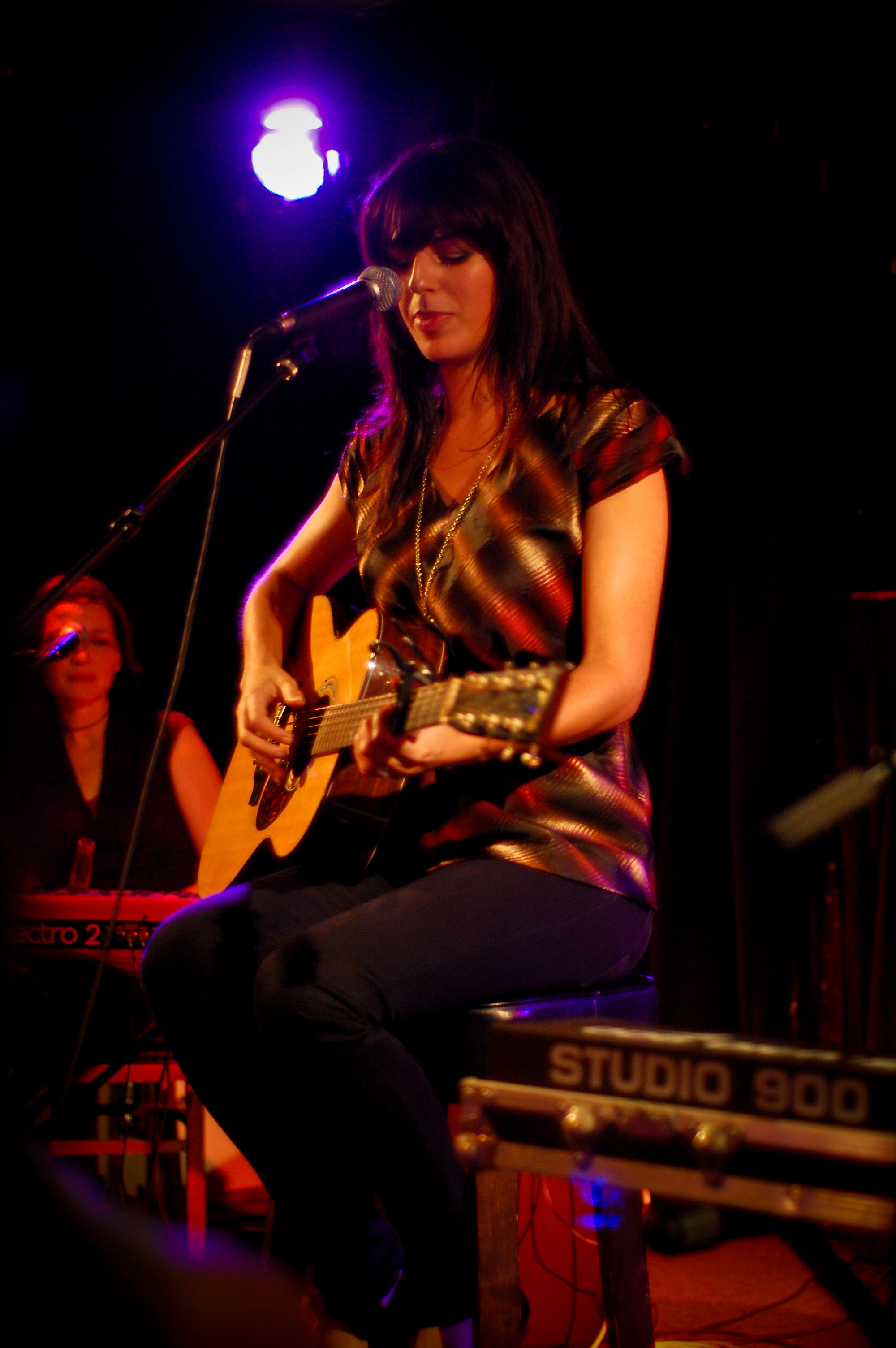
Brooke Fraser (2008)

Brooke Gabrielle Fraser Ligertwood (* 15. Dezember 1983 in Wellington, Neuseeland) ist eine neuseeländische Pop-/Folk-Sängerin und Songwriterin.

## Karriere
Brooke Fraser ist das älteste von drei Kindern des ehemaligen neuseeländischen Rugby-Nationalspielers Bernie Fraser und seiner Frau Lynda. Sie wuchs in Naenae, einem Vorort von Lower Hutt in der Region Wellington, auf. Zwischen ihrem siebten und siebzehnten Lebensjahr nahm sie Klavierunterricht, begann mit zwölf Jahren Songs zu schreiben, brachte sich mit 16 Jahren das Gitarrespielen bei. Sie bekam mit 18 einen Plattenvertrag.
Ihren Durchbruch hatte sie im Sommer 2003 mit dem Song Better, der in ihrer Heimat Platz 3 der Charts erreichte. Das folgende Debütalbum What to Do with Daylight stieg im November desselben Jahres auf Platz 1 der neuseeländischen Albumcharts ein, hielt sich über ein Jahr in der Hitliste. Im Jahr 2004 zog sie nach Sydney, wo sie begann, sich in der Hillsong Church zu engagieren. Mit ihrem zweiten Album Albertine konnte sie 2006 nahtlos an ihren ersten Erfolg anknüpfen. Es erreichte ebenfalls Platz 1 und blieb 52 Wochen in den Charts und mit Deciphering Me hatte sie ihren zweiten Top-5-Singlehit. Daraufhin wurde dieses Album erst 2007 in Australien, ein weiteres Jahr später auch in den USA, veröffentlicht. Dort erreichte es Platz 3 unter den Christian Albums und Platz 90 in den Billboard 200.
Am 17. März 2008 heiratete sie Scott Ligertwood, nahm dabei seinen Namen an, tritt jedoch weiter unter ihrem Künstlernamen Brooke Fraser auf. Gemeinsam haben sie zwei Töchter.
Im August 2010 veröffentlichte Brooke Fraser im Vorlauf auf ihr drittes Album das Lied Something in the Water. Damit brachte sie es erstmals auch auf Platz 1 der Singlecharts in Neuseeland. Das Album Flags folgte im Oktober auf die Spitzenposition und erreichte außerdem Platz 3 in Australien und in den USA Platz 4 in den Folk-Charts, wo sie diesmal eingeordnet wurde.
Im Frühjahr 2011 erschien Something in the Water auch in Europa. Besonders im deutschsprachigen Raum war das Lied erfolgreich, erreichte dort Top-10-Platzierungen. In Deutschland erreichte es sogar Gold-Status. Anschließend kam auch das Album Flags in die Charts, stieg bis in die Top 10.
2016 kam sie mit dem Song Therapy zurück, für den sie mit dem Grammy-preisgekrönten Joel Little zusammenarbeitete.
Bei den 60. Grammy Awards im Januar 2018 erhielt sie die Auszeichnung in der Kategorie „Best Contemporary Christian Music Performance/Song“ für das Lobpreis-Lied „What a Beautiful Name“, das sie gemeinsam mit Ben Fielding komponierte. Das Lied zählte Stand Oktober 2022 über 458 Millionen Aufrufe auf der Videoplattform YouTube.
Im Frühjahr 2023 wurde öffentlich, dass Brooke Ligertwood im Jahr 2021 einen Betrag von rund 1,7 Millionen australischen Dollar von der Hillsong Church bezog. Das Geld stammt u. a. von Beiträgen (Kollekte/Zehnter) der Gemeindemitglieder von Hillsong. Publik gemacht wurden diese Informationen durch den australischen Parlamentsabgeordneten Andrew Wilkie, dem zuvor zahlreiche interne Hillsong-Dokumente von einer nicht genannten Quelle zugespielt worden waren.

## Diskografie

### Alben
| Jahr | Titel                    | Höchstplatzierung, Gesamtwochen, AuszeichnungChartplatzierungen (Jahr, Titel, Platzierungen, Wochen, Auszeichnungen, Anmerkungen) | Höchstplatzierung, Gesamtwochen, AuszeichnungChartplatzierungen (Jahr, Titel, Platzierungen, Wochen, Auszeichnungen, Anmerkungen) | Höchstplatzierung, Gesamtwochen, AuszeichnungChartplatzierungen (Jahr, Titel, Platzierungen, Wochen, Auszeichnungen, Anmerkungen) | Höchstplatzierung, Gesamtwochen, AuszeichnungChartplatzierungen (Jahr, Titel, Platzierungen, Wochen, Auszeichnungen, Anmerkungen) | Höchstplatzierung, Gesamtwochen, AuszeichnungChartplatzierungen (Jahr, Titel, Platzierungen, Wochen, Auszeichnungen, Anmerkungen) | Anmerkungen                                                             |
| Jahr | Titel                    | DE | AT | CH | US | NZ | Anmerkungen                                                             |
| ---- | ------------------------ | --- | --- | --- | --- | --- | ----------------------------------------------------------------------- |
| 2003 | What to Do with Daylight | — | — | — | — | NZ1 ×7Siebenfachplatin · (66 Wo.)NZ                                                                                               | Erstveröffentlichung: 29. Oktober 2003                                  |
| 2006 | Albertine                | — | — | — | US90 (1 Wo.)US | NZ1 ×4Vierfachplatin · (52 Wo.)NZ                                                                                                 | Erstveröffentlichung: 5. Dezember 2006                                  |
| 2010 | Flags                    | DE6 (15 Wo.)DE | AT26 (8 Wo.)AT | CH9 (16 Wo.)CH | US59 (1 Wo.)US | NZ1 ×3Dreifachplatin · (30 Wo.)NZ                                                                                                 | Erstveröffentlichung: 8. Oktober 2010                                   |
| 2014 | Brutal Romantic          | — | — | — | US157 (1 Wo.)US | NZ6 (8 Wo.)NZ | Erstveröffentlichung: 17. November 2014                                 |
| 2016 | A Sides                  | — | — | — | — | NZ16 Platin · (7 Wo.)NZ | Erstveröffentlichung: 25. November 2016 Kompilation                     |
| 2022 | Seven                    | — | — | — | — | NZ36 (1 Wo.)NZ | Erstveröffentlichung: 25. Februar 2022 Livealbum, als Brooke Ligertwood |

### Singles
| Jahr | Titel Album                               | Höchstplatzierung, Gesamtwochen, AuszeichnungChartplatzierungen (Jahr, Titel, Album, Platzierungen, Wochen, Auszeichnungen, Anmerkungen) | Höchstplatzierung, Gesamtwochen, AuszeichnungChartplatzierungen (Jahr, Titel, Album, Platzierungen, Wochen, Auszeichnungen, Anmerkungen) | Höchstplatzierung, Gesamtwochen, AuszeichnungChartplatzierungen (Jahr, Titel, Album, Platzierungen, Wochen, Auszeichnungen, Anmerkungen) | Höchstplatzierung, Gesamtwochen, AuszeichnungChartplatzierungen (Jahr, Titel, Album, Platzierungen, Wochen, Auszeichnungen, Anmerkungen) | Anmerkungen                              |
| Jahr | Titel Album                               | DE | AT | CH | NZ | Anmerkungen                              |
| ---- | ----------------------------------------- | --- | --- | --- | --- | ---------------------------------------- |
| 2003 | Better What to Do with Daylight           | — | — | — | NZ3 (22 Wo.)NZ | Erstveröffentlichung: 30. Juni 2003      |
| 2003 | Lifeline What to Do with Daylight         | — | — | — | NZ7 (20 Wo.)NZ | Erstveröffentlichung: 9. November 2003   |
| 2004 | Saving the World What to Do with Daylight | — | — | — | NZ15 (15 Wo.)NZ | Erstveröffentlichung: 14. März 2004      |
| 2004 | Arithmetic What to Do with Daylight       | — | — | — | NZ8 Gold · (19 Wo.)NZ | Erstveröffentlichung: 16. August 2004    |
| 2005 | Without You What to Do with Daylight      | — | — | — | NZ16 (9 Wo.)NZ | Erstveröffentlichung: 17. Januar 2005    |
| 2006 | Deciphering Me Albertine                  | — | — | — | NZ4 Gold · (22 Wo.)NZ | Erstveröffentlichung: 27. September 2006 |
| 2007 | Shadowfeet Albertine                      | — | — | — | NZ13 Gold · (17 Wo.)NZ | Erstveröffentlichung: 13. März 2007      |
| 2010 | Something in the Water Flags              | DE8 Gold · (30 Wo.)DE | AT10 Gold · (21 Wo.)AT | CH10 Gold · (24 Wo.)CH | NZ1 ×2Doppelplatin · (29 Wo.)NZ | Erstveröffentlichung: 2. August 2010     |
| 2010 | Betty Flags                               | — | — | — | NZ30 (5 Wo.)NZ | Erstveröffentlichung: 6. Dezember 2010   |
| 2014 | Kings & Queens Brutal Romantic            | — | — | — | NZ20 Gold · (5 Wo.)NZ | Erstveröffentlichung: 23. September 2014 |

Weitere Singles
- 2007: Albertine
- 2011: Coachella
- 2014: Psychosocial
- 2014: Je Suis Prêt
- 2016: Therapy
- 2021: Resurrender (Hillsong Worship feat. Brooke Ligertwood, US: Gold)

## Songs für Hillsong
Songs, die Brooke Fraser geschrieben oder an denen sie für Hillsong mitgearbeitet hat:
- 2005: United We Stand
  - None But Jesus
  - Revolution mit Scott Ligertwood, Joel Houston, Marty Sampson, Michael Guy Chislett

- 2006: Mighty to Save
  - None but Jesus
- 2006: All of the Above
  - Lead Me to the Cross
  - Hosanna

- 2007: Saviour King
  - Hosanna
  - Lord of Lords

- 2008: This Is Our God
  - Desert Song
  - You’ll Come
  - Turn Your Eyes upon Jesus

- 2009: Across the Earth
  - Desert Song
  - Soon
- 2009: Faith + Hope + Love
  - I Will Exalt You
  - His Glory Appears

- 2010: A Beautiful Exchange
  - Like Incense
  - Sometimes by Step

- 2011: Aftermath
  - Like an Avalanche
  - Bones

- 2012: Cornerstone
  - Beneath the Waters (I Will Rise)
- 2012: Let There Be Light
  - What a Beautiful Name

- 2019: Awake
  - Dawn
  - Awake My Soul
  - No One but You
  - King of Kings
  - From Whom All Blessings Flow (Doxology)
  - Bright as the Sun
  - See the Light